# Плоске (озеро)
Пло́ске — високогірне озерце льодовикового походження в урочищі Гаджина на масиві Чорногора в Українських Карпатах у Верховинському районі Івано-Франківської області.
Розташоване в межах Карпатського національного природного парку.
Водойма розташована між стадіальними моренами. Оточена гущавиною сосни сланкої. Дно кам'янисте, частково замулене. Плоске поєднане потічком із озерцями Невидимка, Жерепове та Холодне.

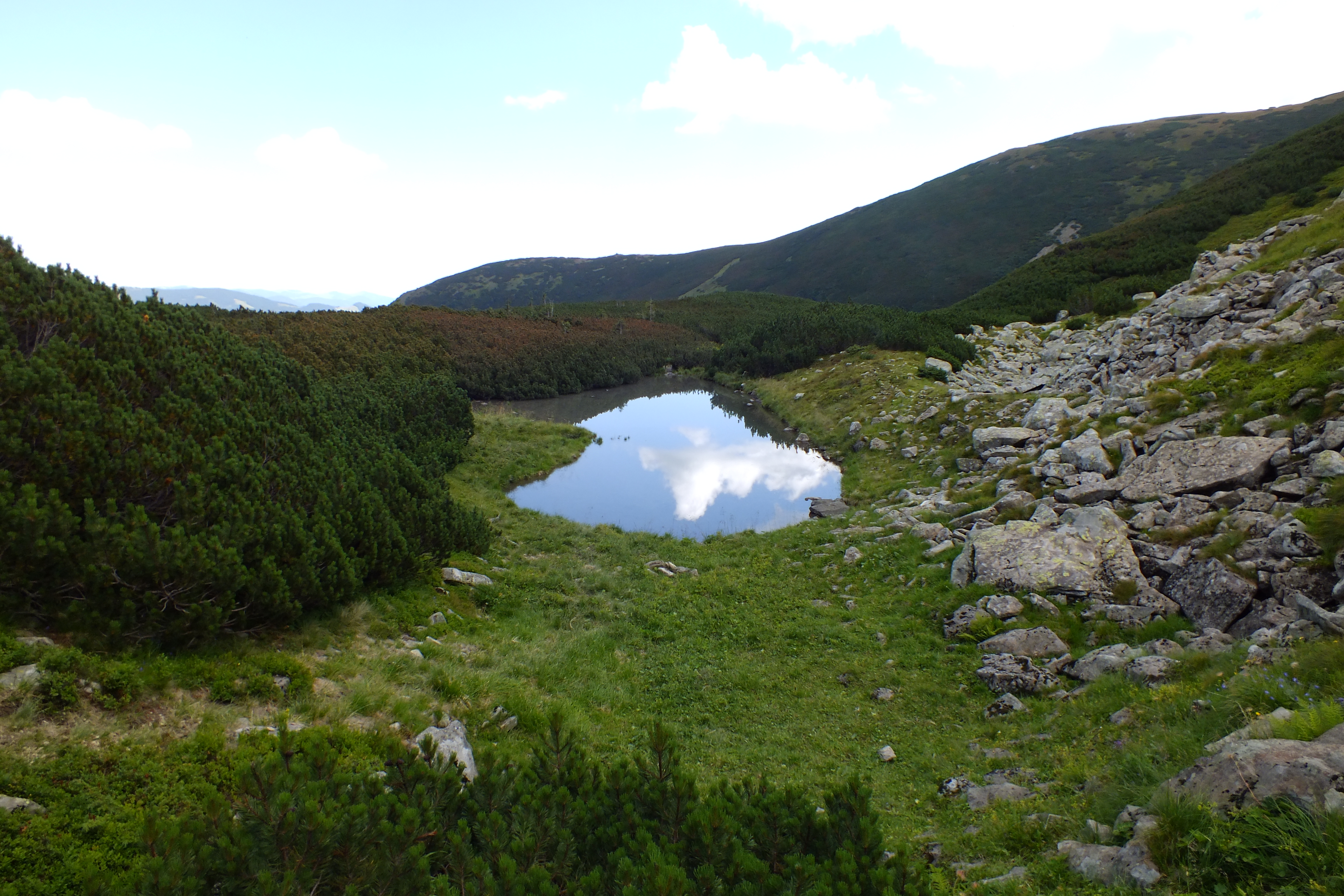
Загальний вид із заходу
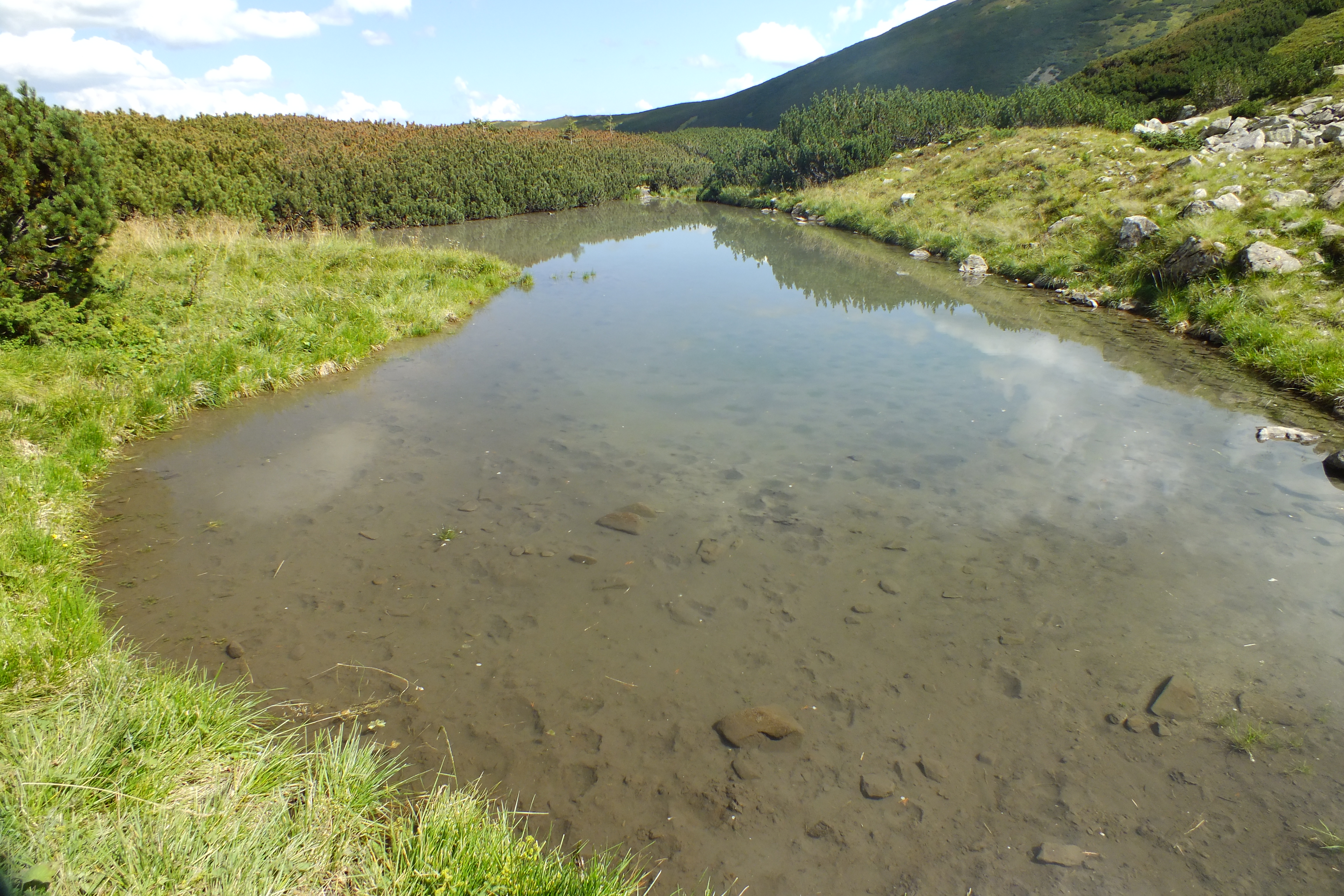
Плоске — дно
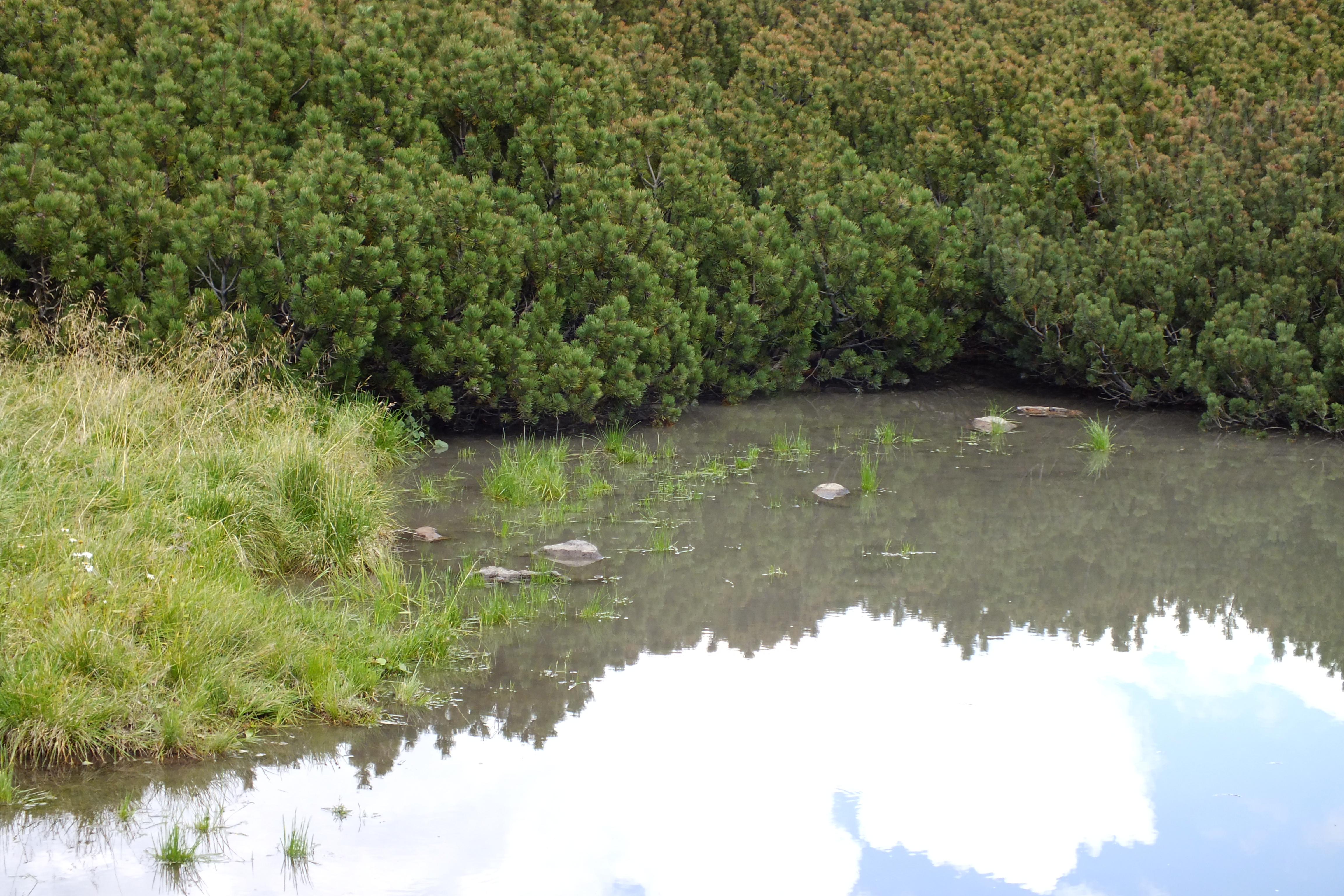
Плоске — Прибережна рослинність